# متحف سكة الحجاز
متحف محطة سكة حديد الحجاز هو متحف أثري بالمدينة المنورة. تأسس المتحف في شهر رجب من عام 1419هـ ويقع في شارع باب العنبرية في مبنى محطة القطار العثمانية (تعرف محليا بالاستسيون) المطل على شارع عمر بن الخطاب. وبجوار المسجد النبوي وعدة مساجد تاريخية أخرى.

## المحطة
كانت النية أن تصل السكة إلى مكة المكرمة ولكن قبيلة جهينة وقبيلة حرب قامت بثورة في المدينة معارضين مد السكة إلى مكة لاعتقادهم أنها تخسرهم نقل الحجيج بالإبل فاضطر الوالي لإعلان ان السكة لن تتعدى المدينة فأصبحت بذلك آخر محطة على السكة.
تم الاحتفال بوصول أول قطار من دمشق إلى المحطة يوم 22 رجب 1326هـ الموافق 28 آب/أغسطس 1908م واستمرت القطارات بالوصول إلى المحطة إلى عام 1921م.

## المتحف
يتيح متحف سكة حديد الحجاز لزواره التعرف على تراث المدينة المنورة ويبرز القيمة التراثية للمكونات التاريخية التي تزخر بها المنطقة، حيث يحتوي المتحف الذي يعد إطلالة لأهالي طيبة وزوارها على 14 قاعة تعرض تاريخ المدينة المنورة وتراثها منذ القدم وحتى اليوم، بطريقة فريدة وحديثة تسهل للمتلقي الحصول على المعلومات التي يحتاجها.
ويظهر المتحف تاريخ المدينة من العصر الجاهلي مرورًا بالعصر النبوي ثم عصر الخلفاء الراشدين ثم الأموي فالعباسي وانتهاءً بالعصر السعودي. أولى خطوات مشروع المتحف بدأت في العام 1419هـ (1998م) وافتتحت رسميًا على يد الأمير عبد المجيد بن عبد العزيز.
ويركز المتحف على تاريخ سكة الحجاز التي بنيت في عهد عبد الحميد الثاني وقد تم جمع عدة عربات ومحركات من مناطق ومحطات أخرى على السكة وقد اعيد ترميم إحدى المحركات وباستطاعتها الحركة على سكة المتحف.
و يحتوى المتحف أيضًا على أواني فخارية، أدوات القهوة، مجموعة من العملات الورقية، أسلحة ومجموعة من الصور الفوتوغرافية القديمة للمدينة المنورة يعود تاريخها إلى العام 1880م.
كما يشتمل المتحف على مبانٍ لمحطة سكة حديد الحجاز التي تم ترميمها وتأهيلها لتروي قصة عصور خلت حتى عصرنا الحالي، كما تضم جنباته ورشة لإصلاح القاطرات بالمحطة، وصور لتاريخ سكة حديد الحجاز، وأحجار قديمة نُحت عليها رسومات وخطوط متعددة، علاوة على عرض لمخطوطات قديمة كتبت في عهد الملك عبد العزيز بن عبد الرحمن آل سعود - رحمه الله -.
ويشتمل مبنى المحطة الرئيس على قاعة المعارض الزائرة والمؤقتة، وقاعة للمحاضرات والعرض المرئي إلى جانب سوق الحرفيين، ومتجر المتحف والمقهى الشعبي، ومطعم القطار الذي يشمل 12 عربة تم تأهيلها والاستفادة منها وإنشاء مطاعم للعائلات.
يستخدم المتحف أيضًا لإقامة بعض المهرجانات الثقافية.
مما يذكر أن مواعيد الزيارة الرسمية من السبت إلى الخميس وعلى فترتين صباحية ومسائية تبدأ من 08:00 صباحًا إلى 04:00 مساءً ومن 5 عصرًا حتى 10 مساءً.

## وصلات خارجية
- متحف سكة حديد الحجاز.. عرض مميز لتاريخ المدينة المنورة
- شاهد.. محتويات متحف سكة حديد الحجاز بالمدينة المنورة